# Stefano Zannowich

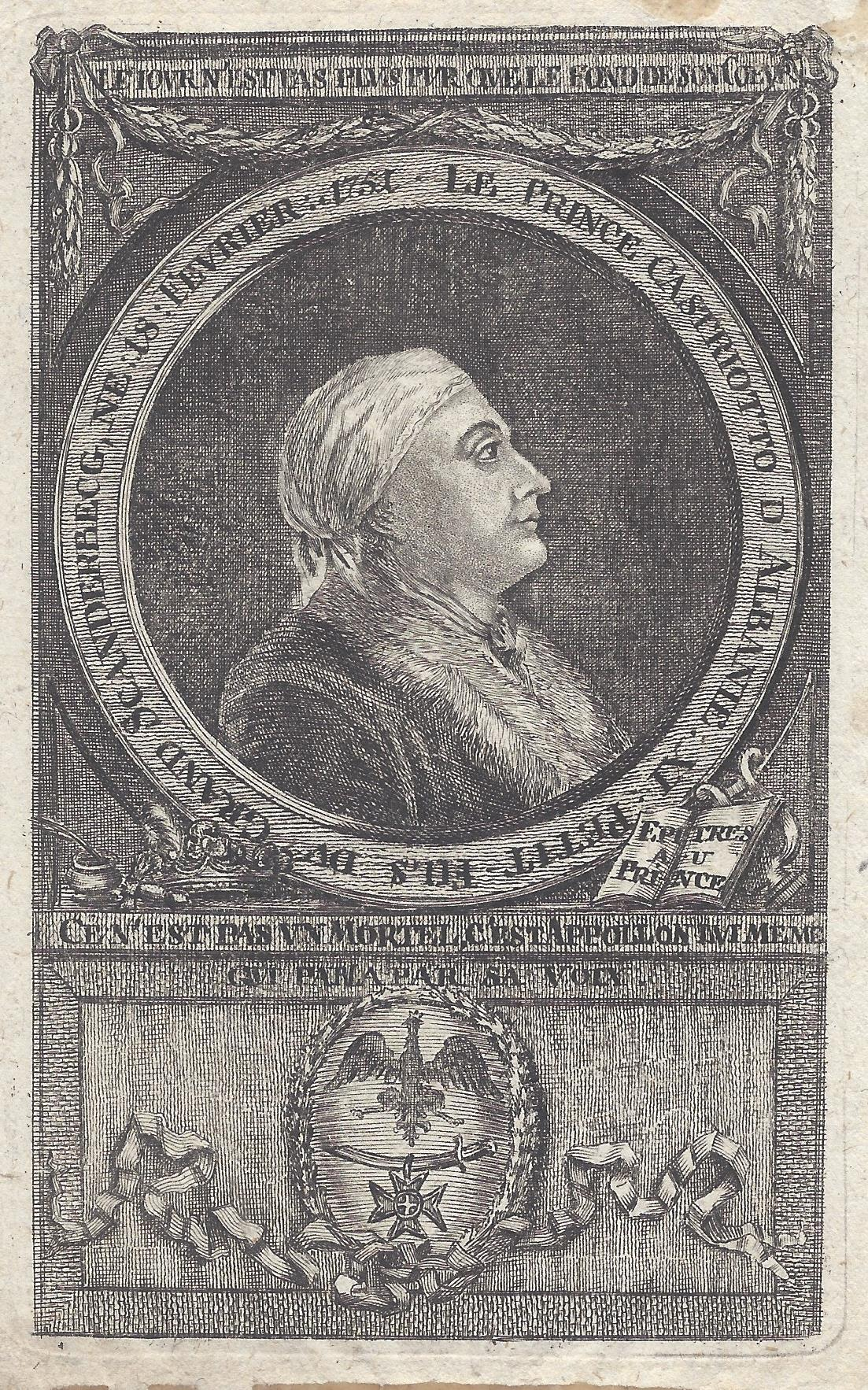
Anonymer Stecher: Stefano Zannowich, Kupferstich um 1780

Stefano Zannowich (Pseudonym Prinz Castriotto von Albanien; * 18. Februar 1751 in Budva in der venetischen Provinz Albanien; † 25. Mai 1786 in Amsterdam) war ein Schriftsteller, Freimaurer, Spieler, Abenteurer, Betrüger, Wechselfälscher und hochbegabter Hochstapler, dem zahlreiche Hochadelige, Magistrate und Finanzleute zum Opfer fielen. Stefano Zannowich beherrschte zahlreiche Sprachen und verfasste Texte und Bücher auf Latein, Italienisch, Deutsch und Französisch.

## Leben

### Jugend
Antonio Zannowich, der Vater von Stefano Zannowich, war ein serbisch-stämmiger Krämer und Falschspieler aus dem Paštrovići-Clan bei Budva, der es in Venedig bis zu seiner Ausweisung 1769 zu viel Geld, aber wenig Ansehen gebracht hatte. Von seinen Gewinnen erwarb er sich Ländereien in Dalmatien und das Dorf Paštrovići. Seinen beiden älteren Söhnen Przemislaus und Stefano ermöglichte er ein Studium in Padua. Stefano erwies sich als hochintelligenter rhetorisch begabter Student, der Kenntnisse in den wichtigsten europäischen Sprachen erwarb und adeligen Studenten höfische Manieren und Umgangsformen abschaute.

### Reisen
Nach Ende des Studiums hielt sich Stefano mit seinem Bruder Przemislaus 1769 in Wien, Venedig und Treviso auf. In den letzteren Städten wurden sie wegen falscher Papiere ausgewiesen. Danach begab sich Stefano nach Montenegro. Dort gab er sich erfolgreich als den Anschlägen seiner Frau entkommener Zar Peter III. aus. Nach einer anderen Quelle arbeitete er als Anführer von Briganten. Da in Montenegro wenig zu holen war, reiste Stefano Zannowich nach Florenz weiter wo er seinen Bruder Przemislaus traf, der sich als Graf Zannowich ausgab. Der junge Henry Pelham-Clinton, 9. Earl of Lincoln, war den zannowich'schen Spielkünsten nicht gewachsen und verlor 28.000 Zechinen an Stefano, nach Casanova waren es 12.000 Pfund Sterling, der Wechsel auf den Londoner Bankier des Earls annahm. Im Dezember 1771 wurde er auf Befehl des Großherzogs aus Florenz ausgewiesen. Casanova war bei dem Coup anwesend, den er ausführlich im 12. Band seiner Erinnerungen beschrieb, allerdings ohne Nennung von Stefanos Rolle. Wie später beim Betrug von Amsterdam arbeitete Stefano mit seinem Bruder Przemislaus Hand in Hand.
1772 tauchte Stefano Zannowich in Polen unter dem Namen Wârtâ auf. Polnischen Adeligen vertraute er an, er reise inkognito. Er sei der albanische Prinz Castriota oder Castriotto, ein Enkel Skanderbegs, und erwarte viel Geld. Mit reichlichem aufgenommenen Kredit versehen reiste Stefano Zannowich durch Deutschland und Frankreich nach London, wo er die Wechsel des Earls einzog. In Amsterdam ergaunerte er sich als Graf Zannowich mit Empfehlungsschreiben des gutgläubigen venezianischen Gesandten Cavalli und gefälschten Wechseln vom Bankhaus Chomel und Jordan 27.000 Gulden und versuchte mit einem fingierten Schiffbruch eine Versicherungssumme von 150.000 Gulden zu erschleichen.
Als exotische und vermögende Persönlichkeit erhielt er Zugang zu den höheren Kreisen und in Frankreich wohl auch zu den Enzyklopädisten. Er soll d’Alembert, Marmontel und Rousseau getroffen haben. Literarisch begabt veröffentlichte er 1772 und 1773 seine ersten literarischen Werke in Paris und Mailand. Dazu korrespondierte er mit den angesagtesten Größen der Zeit, darunter Gluck, Metastasio, Rousseau und Voltaire. Im Mai 1774 hielt er sich wieder in Montenegro auf. Möglicherweise versuchte er die instabile Lage in Montenegro nach dem Tod Šćepan Malis für sich auszunutzen. Noch im gleichen Jahr reiste er in Begleitung von Petar I. über Rijeka erneut über Wien, Straßburg und Frankfurt nach Polen. Dort gelang es ihm, Michael Kasimir Oginski zu schröpfen. 1775 hielt er sich in Dresden auf, wo er bei Georg Conrad Walther seine Werke und die Lettere Turche veröffentlichte. 1776 versuchte er vergeblich in Potsdam unter dem Alias Hospodar von Albanien die Gunst Friedrich II. zu erschleichen. Es gelang ihm aber Beziehungen zum Kronprinzen Friedrich Wilhelm von Preussen und dem Kurfürsten Friedrich August von Sachsen zu knüpfen. In Berlin erschien eine deutsche Übersetzung der Lettere Turche. Eine Rezension im Göttinger Gelehrtenanzeiger wies auf die Zwielichtigkeit des Verfassers und enthaltene Ungereimtheiten hin. Anfang 1777 wurde er ausgewiesen. Danach hielt er sich 1777 in Hamburg auf, wurde aber wegen eines widernatürlichen sexuellen Verbrechens ausgewiesen. 1778 wurde er in Zweibrücken inhaftiert und ausgewiesen. Nach einem Aufenthalt im Elsass und Lothringen reiste Stefano Zannowich nach Rom weiter.
Dort begann er eine Liaison mit der 30 Jahre älteren berüchtigten Bigamistin Elizabeth Pierrepont, Duchess of Kingston-upon-Hull. Das Paar segelte von Calais nach St. Petersburg und versuchte auf Kredit eine Herrschaft in Estland zu erwerben. Das Projekt und die Partnerschaft scheiterten aus ungeklärten Gründen. Über Berlin reiste er erneut nach Wien, wo er bei Betrügereien ertappt und festgenommen wurde. Auf höchste Protektion kam er frei und begab sich unter seinem bereits früher verwandten Alias Wârtâ mit der Identität eines Geistlichen nach Rom. Nach der Rückkehr und einem Aufenthalt in Amsterdam unter der Identität eines Paters Zeratubladas verfügte sich Stefano Zannowich um 1783 nach Belgien. Dort gab er sich wieder als ein albanischer Prinz aus. 1783 ist er als Mitglied der Union, der dritten Freimaurerloge von Brüssel, nachweisbar. Im August 1784 tauchte Stefano Zannowich in München auf. Er beabsichtigte in ein Kloster einzutreten und verteilte Spenden. In Ende 1784 bot er den vor dem Bürgerkrieg stehenden Generalstaaten ein Heer von 10.000 bis 20.000 Montenegrinern an. Die Generalstaaten nahmen sein Angebot mit Schreiben vom 28. Dezember 1784 wohlwollend ohne Geldleistungen an. Unterstützt durch das Schreiben der Regierung und Empfehlungen von Charles Joseph de Ligne versuchte Zannowich erneut Kredite beim Amsterdamer Bankhäusern aufzunehmen. Dazu verlangte er von der Regierung 80.000 Gulden als Entschädigung für den betriebenen Aufwand. Die vorgelegten Papiere, Sicherheiten und Korrespondenz waren Fälschungen des Bruders Przemislaus.

## Tod
Trotz geschickt gefälschter Wechsel und Schiffspapiere flog Zannowich auf und wurde in Untersuchungshaft genommen. In seiner ausweglosen Lage eröffnete er sich in der Nacht zum 25. Mai im Amsterdamer Gefängnis die Pulsadern. Seine Leiche wurde auf den Schindanger neben dem Amsterdamer Galgen geworfen, eine letzte Gunst auf Bitten seiner Gönner. Zunächst war auf Verbrennen des Leichnams geurteilt worden.

## Literarisches Nachleben
Stefano Zannowich und der Betrug an Henry Pelham-Clinton, Earl of Lincoln (1750–1778) wird im 12. Band von Casanovas Memoiren ausführlich beschrieben. Im Jahr 1928 erschien das Buch Antun Conte Zanović i njegovi sinovi (Neuauflage 2020) von Mirko Breyer, in dem er das Leben von Stefanos Vater Antonio und seinen Söhnen beschrieben hat. Alfred Döblin verarbeitete das Leben Zannowichs im ersten Buch seines Romans Berlin Alexanderplatz. Milo Dor schrieb in seinem Roman Alle meine Brüder über Leben und Taten Zannowichs aus Sicht des jüngsten, in der Heimat gebliebenen, Bruders.

## Schriften
- La Didone, scena drammatica, Rotterdam, 1772 online
- Opere diverse del Conte Stefano de Zannowich ... Esatta edizione. Tomo primo., Paris, 1772
- Pigmalione, opera, Paris, 1773 online
- Riflessioni filosofiche-morali, Paris, Didot, 1773
- Lettere turche, Dresden, 1776, deutsche Übersetzung: Türkische Briefe des Prinzen von Montenegro, Berlin, 1777 online
- Lettera dell'autore delle lettere Turche a S.S.S. Greca-Ortodossa Sava Petrowich ..., ohne Impressum, 1776
- Stiepan-Annibale d'Albanie a Frederic-Guillaume de Prusse. Epitre pathetique, philosophique, historique, (etc.) ou L'Alcoran des princes destines au trone, Berlin, 1777
- Le Grand Castriotto d' Albanie, Paris (recte Frankfurt am Main), 1779
- La poésie et la philosophie d'un turc a 81 queues, a 3 plumes de héron, a 2 aigrettes, et a 1 collier d'emeraudes. : Avec le portrait caracteristique de l'auteur par M. de Voltaire., Abaniopolis (recte Frankfurt am Main), 1779
- L'Horoscope politique de la Pologne, de la Prusse, de l'Angleterre, etc., Pastor-Vecchio (recte Den Haag), 1779